# イル・トロヴァトーレ
『イル・トロヴァトーレ』（Il Trovatore）は、ジュゼッペ・ヴェルディが作曲した全4幕からなるオペラである。1853年、ローマで初演された。ヴェルディ中期の傑作の一つとされる。
- 原語曲名：Il Trovatore
- 原作：アントニオ・ガルシア・グティエレス（スペイン語版）の戯曲『エル・トロバドール』（El Trovador　吟遊詩人）
- 台本：サルヴァトーレ・カンマラーノ、彼の死後レオーネ・エマヌエーレ・バルダーレにより補作
- 演奏時間：約2時間20分　（カット無し）
- 初演：1853年1月19日、ローマ・アポロ劇場にて

## 作曲の経緯
1851年に『リゴレット』を初演、成功させた38歳のヴェルディの作曲の筆はそこからしばらく止まる。1839年の『オベルト』以来、年間1作以上のペースで作曲を続けてきた彼にとっては珍しい事態だった。1851年6月の母の死、ジュゼッピーナ・ストレッポーニとの同棲生活に対するブッセートの街の人々の冷ややかな眼、そこからの逃避の意味もあって近郊サンターガタでの農園購入とその経営（ヴェルディは単なる不在地主ではなく、農地管理の些事にまで干渉していた）など、作曲以外の雑事に忙殺されていたのも事実だったが、作曲家としてどうにかこれからの暮らしには困らない収入も得て、この頃の彼はどこの劇場の委嘱も受けず、自ら選んだ題材を好きなだけ時間をかけてオペラ化する、という大家ならではの作曲作法が可能となっていた。そしてそうした自己の選択による作品が、この『イル・トロヴァトーレ』である。
『イル・トロヴァトーレ』の原作『エル・トロバドール』はスペインの劇作家グティエレスによって書かれ、1836年にマドリードで初演された舞台劇であった。中世の騎士物語、男女の恋愛、ジプシー女の呪い、といった雑多なテーマを盛り込んだこの複雑な舞台劇をヴェルディがどうやって知ったのか、今日でもはっきりしていない。スペイン語原典のイタリア語訳は当時まだなされていなかったので、イタリア・オペラの重要な演奏拠点の一つであったマドリードのオペラ関係者がヴェルディに個人的にこの戯曲を送付、語学の才のあったジュゼッピーナがイタリア語に仮訳したのではないかと想像されている（ヴェルディ自身は母国語以外の言語について不得手だった）。いずれにせよ、遅くとも1851年の春頃、ちょうど『リゴレット』初演の前後までには、ヴェルディはそうしたイタリア語訳に目を通し、カンマラーノに台本化を開始してほしいと要請していたと思われる。
ナポリ在住の台本作家サルヴァトーレ・カンマラーノは、ドニゼッティのための『ランメルモールのルチア』や『ロベルト・デヴリュー』などの台本で有名であるが、この作品がカンマラーノとの共同作業となった理由もまたはっきりしていない。前述の通り、この『イル・トロヴァトーレ』はどこの劇場の委嘱も受けずヴェルディが創作したものであり、劇場の座付き作家を利用しなければならない、といった制約は元々なかった。カンマラーノは長年の劇場生活に培われた本能的とも言える劇的展開、ならびに詩文の美しさについて定評の高かった作家で、こういった複雑怪奇な戯曲のオペラ台本化には適任の人物だとヴェルディが考えた可能性が高い。ただし、構成面では、カンマラーノは保守的な「番号付き」オペラの伝統に強く影響されており、ヴェルディが前作『リゴレット』で採用した、切れ目のない重唱の持続で緊張感を維持するといった新手法はここではいったん後退をみせている。
初演都市としては、初めカンマラーノと縁の深いナポリ・サン・カルロ劇場が考慮されていたが、ヴェルディの要求する金額があまりに法外であるとして劇場側が降りてしまい、結局ローマのアポロ劇場での初演と決定した。これは作曲どころか台本の完成以前である。
ところがカンマラーノは1852年7月に急死してしまい、第3幕の一部と第4幕の全てが未完のまま残された。ヴェルディは友人の紹介により、やはりナポリ在住の若い詩人レオーネ・エマヌエーレ・バルダーレと契約、台本はカンマラーノの草稿に沿う形で同年秋に完成する。ヴェルディは1852年10月のわずか1か月でそれに作曲したとの逸話があるが、完成稿としてはともかく、メロディーのほとんどはカンマラーノとの交渉が開始された1851年から作り貯めていたと考えるのが自然だろう。
初演は、ヴェルディのそれまでのどのオペラと比べても大成功といって良いものだった。世界各都市での再演も早く、パリ（イタリア座でのイタリア語上演）は1854年、ロンドンとニューヨークが1855年である。またフランス語化しグランド・オペラ様式化した『ル・トルヴェール』（Le Trouvère）は1856年にオペラ座で上演されている。ヴェルディ自身はのちに「西インド諸島でもアフリカの真ん中でも、私の『イル・トロヴァトーレ』を聴くことはできます」と豪語している。

## 舞台構成
全4幕
- 第1幕「決闘」Il Duello：ルーナ伯爵の居城
- 第2幕「ジプシーの女」La Gitana：ビスカヤの山中
- 第3幕「ジプシーの息子」Il Figlio della Zingara：野営地―城の礼拝堂
- 第4幕「処刑」Il Supplizio：ルーナ伯爵の居城

## 編成

### 主な登場人物
- ルーナ伯爵、誇り高いアラゴンの貴族　（バリトン）
- レオノーラ、アラゴン王妃の美しい女官　（ソプラノ）
- アズチェーナ、ジプシーの老婆　（メゾソプラノ）
- マンリーコ、放浪の騎士で吟遊詩人。アズチェーナの息子として育てられているが実はルーナ伯爵の実弟。レオノーラとは相思相愛の仲　（テノール）
- フェルランド、ルーナ伯爵の家臣　（バス）
- イネス、レオノーラの侍女　（ソプラノあるいはメゾソプラノ）
- ルイス、マンリーコの部下　（テノール）

- 合唱

## あらすじ
時と場所：　15世紀始め。スペインのビスカヤおよびアラゴン地方。

### 第1幕
ルーナ伯爵の居城の一角で、警備の兵士たちにフェルランドが昔話を始める。「先代のルーナ伯爵には実は2人の息子がいた。そのうちの弟君に呪いをかけた容疑でジプシーの老婆を火刑に処したが、それと同時に弟君は行方不明となり、火刑台から子供の白骨が発見された。現伯爵はその白骨が弟であることを信じず、今でもその行方を捜している。」
場面はかわって城の庭園。美しい女官レオノーラがマンリーコを待っているところへ、これもレオノーラに想いを寄せるルーナ伯爵が登場。暗さゆえレオノーラは間違ってルーナに抱きついてしまう。そこにマンリーコが登場。当惑するレオノーラ、自分が愛されていないことを知り激怒するルーナ伯爵、レオノーラを赦し伯爵を挑発するマンリーコによって三重唱が歌われる。伯爵とマンリーコは決闘を行うが勝負は付かない。レオノーラは気絶してしまう。

### 第2幕
夜明け。ジプシーの一団が陽気に酒を酌み交わし、鍛冶の仕事に精を出している。アズチェーナは息子のマンリーコに彼女の昔話をする。「母親が火刑に処せられた時、自分は伯爵の子供を誘拐して火にくべた。しかし気付いてみるとそれは自分の実の息子だった。」自分の出自を訝しく思うマンリーコだったが、アズチェーナは「お前は自分の実子だよ。伯爵に復讐してくれ。」と焚きつける。
前幕の決闘でマンリーコが落命したと思い込んでいるレオノーラは修道院入りを決心する。ルーナ伯爵は彼女を誘拐しようとするが、マンリーコが阻止する。

### 第3幕
アズチェーナは伯爵の軍勢に捕らえられ、マンリーコをおびき出す人質とされてしまう。
マンリーコとレオノーラは教会で結婚式を挙げようとしているその最中、部下ルイスがアズチェーナ捕縛の報をもたらす。マンリーコは怒りに燃え、母の救出と伯爵への復讐を誓い、自分の軍勢を率い進軍する。

### 第4幕
戦いは伯爵軍の勝利に終わり、マンリーコは城の牢獄に捕われの身となる。レオノーラは伯爵に、自分の体と引換えにマンリーコの命を救うことを提案、伯爵はそれを受け入れ釈放命令を出す。レオノーラは隙を見て服毒する。
レオノーラは牢獄へ赴き、マンリーコを解放しようとする。マンリーコは彼女が貞操を犠牲にしたことを非難する。レオノーラの飲んだ毒が効目を現し始め、彼女は愛するもののために死を選択した心情を訴える。ルーナ伯爵も登場、虫の息のレオノーラを見て自分が騙されたことを悟り、マンリーコの即時処刑を命令する。アズチェーナはマンリーコの処刑を確認し、伯爵に「あれはお前の弟だよ」と告げ、「母さん、復讐は成った!」と狂乱の叫び声を上げ、幕。

## 著名なアリア・重唱等

### 第1幕
- フェルランドの歌う物語Abbietta zingara, fosca vegliarda
- 「穏やかな夜」Tacea la notte placida: レオノーラのアリアとカバレッタ
- マンリーコ、レオノーラ、ルーナ伯爵の三重唱

### 第2幕
- 鍛冶屋の合唱Vedi! Le fosche notturne spoglie（通称「アンヴィル・コーラス」）
- 「炎は燃えて」Stride la vampa: アズチェーナのアリア
- 「君の微笑み」Il balen del suo sorriso: ルーナ伯爵のアリア

### 第3幕
- 「ああ、美しい人」Ah si, ben mio: マンリーコのアリア
- 「見よ、恐ろしい炎を」Di quella pira: マンリーコのカバレッタ

### 第4幕
- 「恋は薔薇色の翼に乗って」D'amor sull'ali rosee: レオノーラのカヴァティーナ
- ミゼレーレMiserere: 舞台表のレオノーラ、舞台裏での合唱、マンリーコによる重唱
- 「我らの山へ」Ai nostri monti: アズチェーナとマンリーコの二重唱

## 「見よ、恐ろしい炎を」での高音
第3幕でのマンリーコのカバレッタ「見よ、恐ろしい炎を」で、テノールは楽譜に書かれていない高音ハイCを挿入することが慣例になっている。通説ではこれはロンドン初演時のテノール、エンリコ・タンベルリックがヴェルディの許可を得て創始したとされており、以来テノールのアリアとして最大の難曲の一つに数えられている。
しかし、このハイCを失敗することはテノールにとっての恥辱とも考えられ、しばしば歌手は失敗をおそれて半音下げて歌っている（オーケストラのピッチを半音下げて演奏させる）。指揮者のリッカルド・ムーティはスカラ座での上演に際して「常に作曲者の書いたままを演奏すべし」との原典主義に基づき、ヴェルディの楽譜通りに演奏させて賛否両論を巻き起こした。

## 派生

### 映画に登場した「イル・トロヴァトーレ」
- 『オペラは踊る』（A Night at the Opera, 1935年） - 後半部では舞台上で展開する『イル・トロヴァトーレ』と、公演を台無し寸前にまでしてしまうマルクス兄弟のドタバタで綴られる。
- Moonlight Murder（1936年） - 『イル・トロヴァトーレ』に出演中のテノールが舞台上で殺された事件を巡るミステリー映画。
- 『夏の嵐』（Senso, 1954年） - ルキノ・ヴィスコンティ監督作品。1866年、オーストリア帝国支配下のヴェネツィアのフェニーチェ劇場で「見よ、恐ろしい炎を」が歌われた際、観客がその歌にイタリア独立・統一へのメッセージを読み取り暴動が発生する、というシーンが描かれている。
- 『耳に残るは君の歌声』（The Man Who Cried, 2000年） - サリー・ポッター監督作品。第二次世界大戦直前のロンドン、パリでのユダヤ人女性の人生を描くこの作品で、熱烈なファシストであるイタリア人テノールが「見よ、恐ろしい炎を」を歌うさまが効果的に用いられている。なおテノールの声は有名になる直前のサルヴァトーレ・リチートラである。

### 宝塚歌劇団での上演
オペラを題材に、2005年に宝塚歌劇団宙組にて『炎にくちづけを～イル・トロヴァトーレ～』（脚本・演出:木村信司）が上演された。